# كوسه لي (طوت)
كوسه لي (بالتركية: Köseli)‏ هي قرية تركمانيّة تتبع إداريّاً لمديرية طوت في محافظة أديامان التركية الواقعة في جنوب شرق الأناضول. وبلغ عدد سكانها 452 نسمة في عام 2021.